# 青云塔 (泰宁县)
青云塔，位于中国福建省泰宁县朱口镇朱口村，明崇祯五年（1632年）始建，仿楼阁式。砖石木结构，七层八面，高21米。基座花岗石砌，直径10米，每面边长3.9米。塔身各层上部用角牙砖叠涩出挑，承托石塔檐。塔内壁嵌有石阶踏步，每层设一龛、一门。各层有“青云塔”、“珠溶吐奇”、“云峰耸翠”、“中天主柱”、“慈光普照”等榜书题识，以及明兵部少保尚书李春烨题写并加盖印章的“大行般若”石刻匾额。2009年11月16日公布为第七批福建省文物保护单位。